# الحامة (قابس)
الحامة إحدى مدن الجمهورية التونسية، تقع في ولاية قابس بالجنوب الشرقي ويبلغ عدد سكانها 73512 حسب إحصائيات سنة 2014.
سُمّيت قديما بمدينة النحاس وهي تلقّب اليوم ببوابة الصحراء أو واحة الصحراء تمتاز بالمناظر الصحراوية الخلابة وجمال واحاتها الغناء وبمياهها الجوفية الحارة تبعد عن ولاية قابس قرابة ال30 كم. من قرى الحامة نجد بوعطوش، الدبدابة، الصمباط، المزيرع، القصر، بشيمة القلب، بشيمة البرج، الخبيات، وادي النور، بنغلوف، المحاجبة.

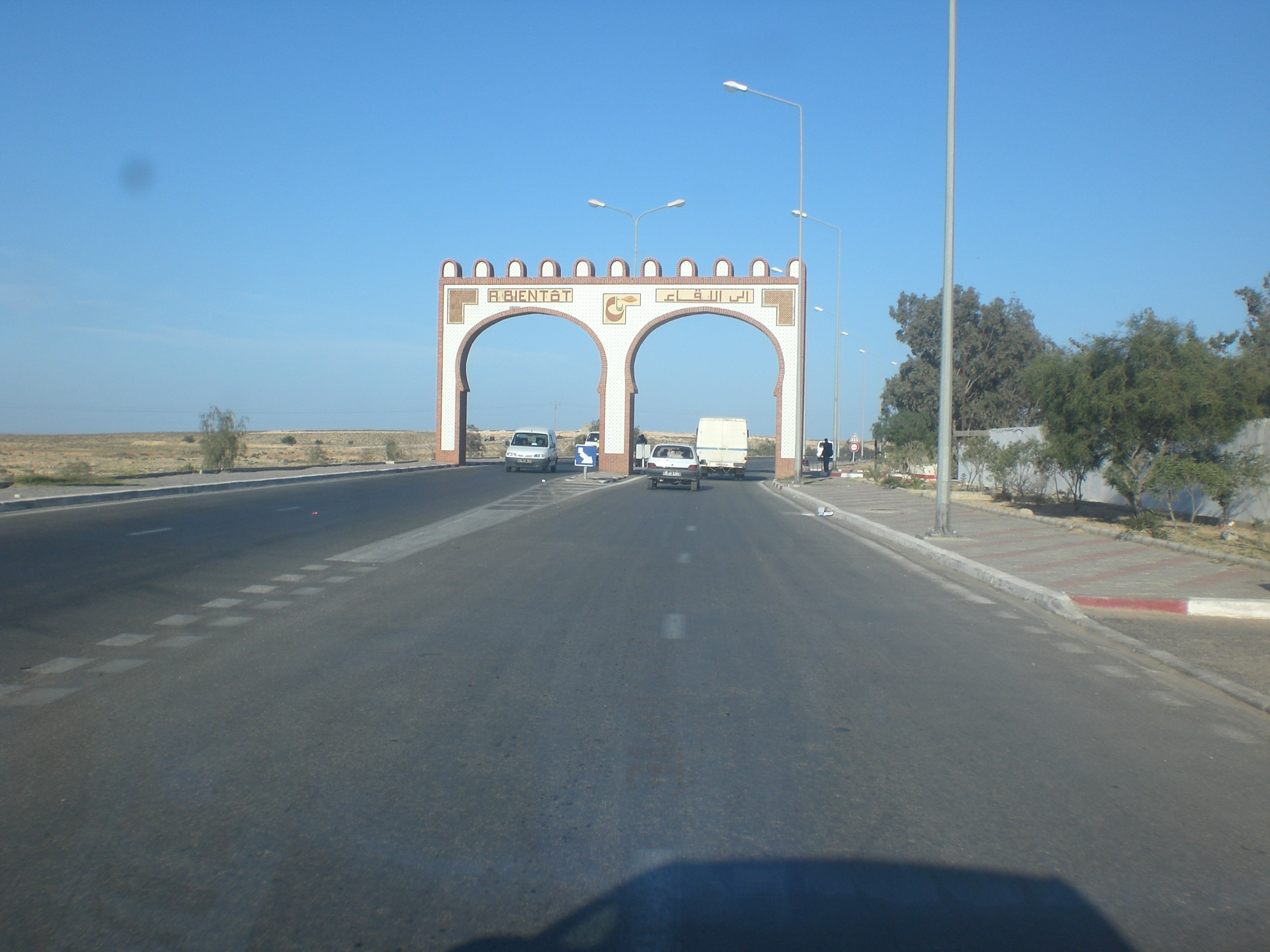
مخرج مدينة الحامة باتجاه قابس

تشتهر مدينة الحامة بحماماتها الحارة وهي حمامات ذات مياه طبيعية ساخنة.
فوائد حمام المياه الساخنة (الفوار) بمنطقة الحامة بتونس التي تكون درجة حرارتها 44 درجة ومن فوائدها العديد من الخــصوصيات العلاجية.

## أعلام
- محمد الدغباجي مجاهد
- محمد علي الحامي نقابي
- الطاهر الحداد مجاهد
- الطاهر لسود مجاهد
- ساسي لسود مجاهد
- الجلولي فارس سياسي
- راشد الغنوشي سياسي
- عمار المحجوبي عالم تاريخ و آثار